# ばくだん焼本舗
ばくだん焼本舗（ばくだんやきほんぽ）は、東京都豊島区に本社を置く有限会社ウッドボーイがフランチャイズ（FC）展開しているファストフードチェーン店。代表取締役は塩塚 晃（しおつか あきら）。

## 概要
1994年茨城県筑西市で創業。1996年8月に「ばくだん焼」を開発。東京都池袋に拠点を移し以降27年（2023年12月現在）続いている。ばくだん焼はばくだん焼本舗の商標登録済みのオンリーワン商品。
2023年12月現在、池袋本店以外に日本各地に店舗展開しており、CC（クッキングカー）も数台展開している。2022年には韓国のソウルに出店し、海外展開も行っている。
アニメ作品とのコラボレーションなどのIPビジネスも積極的に行われている。

## 特徴
ばくだん焼は直径8㎝、重さ200g、一般的なたこ焼き8個分のボリューム。食感は「お好み焼ともんじゃ焼きの良いとこどり」と紹介される。
具材は10種類（しめじ、うずらの卵、ウインナー、キャベツ、餅、トウモロコシ、イカ、アサリ、揚げ玉、紅生姜）が入っている。